# John Jordan (basket-ball, 1992)
Pour les articles homonymes, voir John Jordan et Jordan.
John Jordan, né le 7 octobre 1992, à Houston, au Texas, est un joueur Congolais de basket-ball. Il évolue au poste de meneur.

## Palmarès
- Champion NBA Gatorade League 2017
- Vainqueur du Slam Dunk Contest du NBA Development League All-Star Game 2016